# إميليو كانتو
إميليو كانتو هو سياسي أمريكي، ولد في 10 مايو 1926، وتوفي في 13 أبريل 2017. نشط حزبياً في الحزب الجمهوري. وقد انتخب عضو مجلس نواب واشنطن ‏.